# Aegiochus glacialis
Aegiochus glacialis är en kräftdjursart som först beskrevs av Tattersall 1920.  Aegiochus glacialis ingår i släktet Aegiochus och familjen Aegidae. Inga underarter finns listade i Catalogue of Life.